# هيروشي سيكيت
هيروشي سيكيت (باليابانية: 関田 寛士) (2 أكتوبر 1989 في ساغاميهارا في اليابان – )؛ هو لاعب كرة قدم ياباني سابق كان يلعب كمدافع.

## وصلات خارجية
- هيروشي سيكيت على موقع رابطة كرة القدم اليابانية للمحترفين (اليابانية)
- هيروشي سيكيت على موقع قاعدة بيانات كرة القدم.إي يو (الإنجليزية)
- هيروشي سيكيت على موقع Soccerway.com (الإنجليزية)
- هيروشي سيكيت على موقع عالم كرة القدم.نت (الإنجليزية)